# S3 (Georgien)
Die Saertaschorisso mnischwnelobis gsa S3 (georgisch: საერთაშორისო მნიშვნელობის გზა ს-3), auch bekannt als Mzcheta-Stepanzminda-Larsi (Grenze zwischen Georgien und Russland) oder Georgischen Heerstraße, ist eine 139 Kilometer lange Fernstraße in Georgien, die durch den Kaukasus führt. Die Straße führt von der S1 bei Mzcheta an Duscheti vorbei zur Grenze von Russland und ist somit Teil der Georgischen Heerstraße. In Russland führt die Straße als A161 nach Wladikawkas weiter. Der gesamte S3 ist Teil der E117.

## Geschichte
Zu Zeiten der Sowjetunion war die S3 ein wichtiges Bindeglied über die Berge des Kaukasus, in der Tat die einzige Hauptverkehrsstraße zwischen dem Schwarzen Meer und dem Kaspischen Meer. Zwischen 1960 und 1982 war die heutige S3 Teil einer der wenigen nummerierten Strecken in der Sowjetunion, der Hauptstraße 16 zwischen Beslan und Eriwan über Wladikawkas und Tiflis. 1982 wurde das sowjetische Straßennummerierungssystem geändert und die Georgische Heerstraße wurde Teil der A301 zwischen Beslan und der Kreuzung mit der M27, der heutigen S1, bei Mzcheta.
Seit 1991 befindet sich die Straße auf dem Territorium der Staaten Russland und Georgien. Etwa drei Viertel der ehemaligen A301 befinden sich in Georgien. Die Bezeichnung A301 wurde bis 1996 beibehalten, als das aktuelle Streckennummerierungssystem übernommen wurde und der georgische Teil der A301 zu S3 wurde. Die Straße ist eine relativ einfache Strecke mit einem Pass von 2.379 Metern. Seit 1993 ist sie auch die einzige Route zwischen Georgien und Russland, da zwei weitere grenzüberschreitende Straßen praktisch nicht der zentralen Kontrolle unterliegen.
Der Grenzübergang wurde von Russland zwischen 2006 und 2010 aufgrund des politischen Klimas zwischen den beiden Ländern geschlossen. Die Grenze wurde 2010 nach armenischem Druck wieder geöffnet. Diese Route ist von entscheidender Bedeutung für den armenischen Handel mit Russland. Seitdem wurde die Grenze aus politischen Gründen nicht mehr geschlossen. Im Jahr 2014 führten große Erdrutsche in der Darialschlucht zu langen Grenzschließungen. Daraufhin wurden Verbesserungen vorgenommen.

## Gudauri-Umgehung
Im Jahr 2021 wurde im Rahmen des Projekts „Nord-Süd-Korridor“ zur Modernisierung der Route Armenien – Russland mit dem Bau einer 23 Kilometer langen Umgehungsstraße des Skigebiets Gudauri zwischen Kvesheti und Kobi begonnen. Die Umgehungsstraße soll nicht nur das Skigebiet, sondern auch den 2.379 Meter hohen Dschwaripass vermeiden, der für starken Schneefall und Störungen des kommerziellen grenzüberschreitenden Verkehrs anfällig ist. Es wird durch das Khada-Tal geführt und besteht aus einer zweispurigen Straße plus einer separaten Bergaufspur für den Schwerverkehr (2 + 1) und einem 9,06 Kilometer langen Tunnel durch das Sadzele-Gebirge, dem längsten im Kaukasus.
Kvesheti liegt auf einer Höhe von 1.380 Metern, während Kobi auf 1.970 Metern liegt, was dann der höchste Punkt der Straße sein wird. Der Höhenunterschied von 600 Metern wird hauptsächlich bei Kvesheti und im Khada-Tal überwunden. Das Südportal des Tunnels wird etwa 1.800 Meter über dem Meeresspiegel liegen, während das Nordportal bei Kobi etwa 1.970 Meter betragen wird. Die Passage durch den Berg reduziert einen großen Anstieg und Abstieg von 400 Metern von der Route. Abgesehen von dem langen Tunnel wird die Umgehungsstraße 4 kleinere Tunnel und 6 Brücken umfassen, darunter eine 426 Meter lange Bogenbrücke und eine Höhe von 176 Metern, die das Khada-Tal und den Fluss Khadistskali überspannt.
Die Tunnelbohrungen begannen 2021 und werden mit einer Tunnelbohrmaschine aus China durchgeführt. Die Kosten des Projekts belaufen sich auf 558,6 Millionen US-Dollar und werden von der Asiatischen Entwicklungsbank und der Europäischen Bank für Wiederaufbau und Entwicklung (EBRD) finanziert, mit zusätzlichen Mitteln aus dem Staatshaushalt von der georgischen Regierung.

## Orte an der Fernstraße
- Mzcheta
- Duscheti
- Stepanzminda

## Galerie

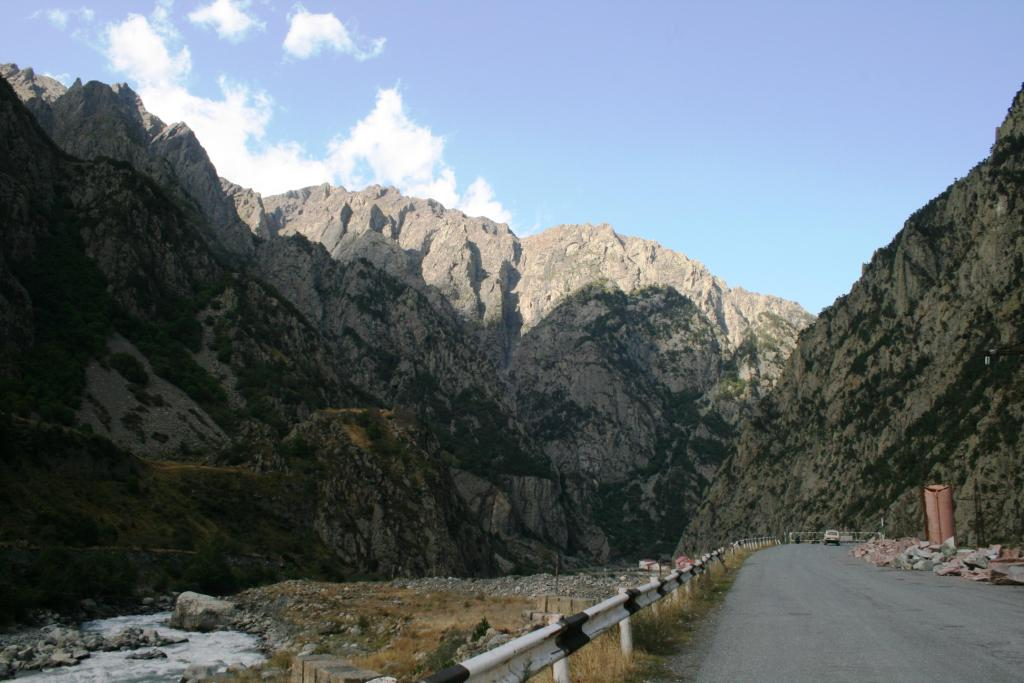
Grenzübergang nach Russland (2008)
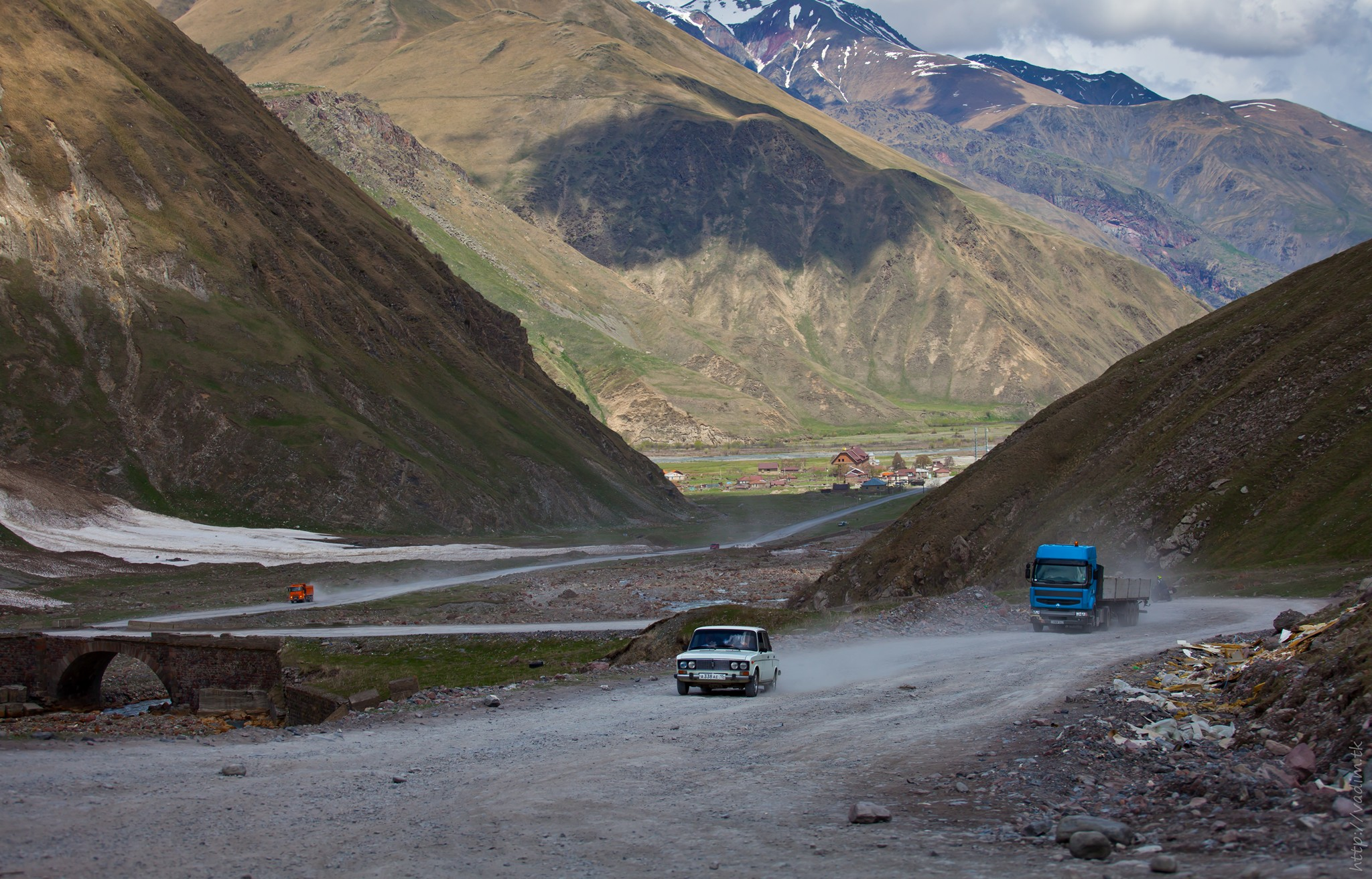
Straßenverlauf nördlich des Kreuzpasses bei dem Dorf Sioni (Richtung Stepanzminda, 2013)
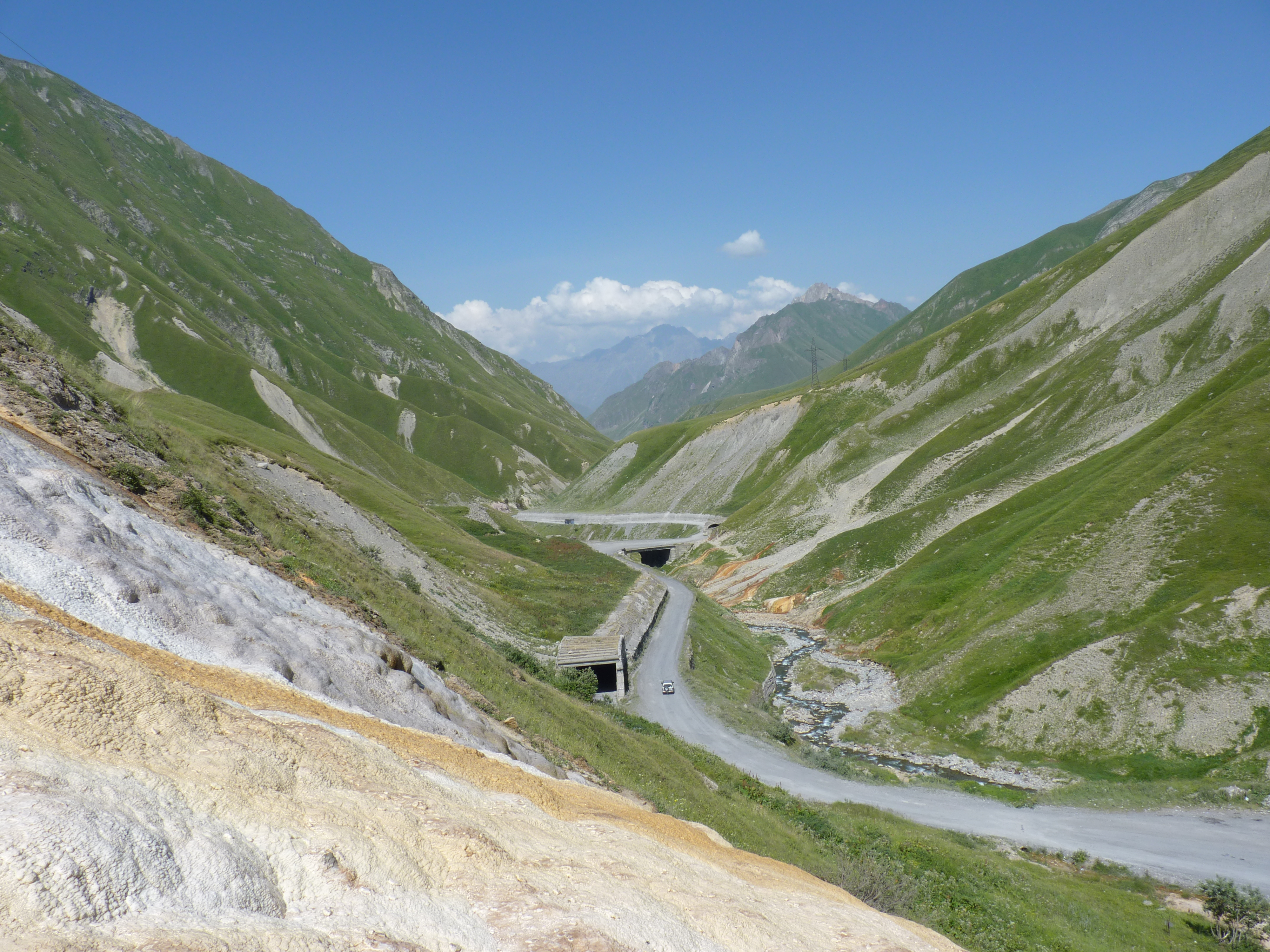
Straßenverlauf nördlich des Kreuzpasses an den Thermalquellen (links im Bild) in der Bajdur-Schlucht (2010)
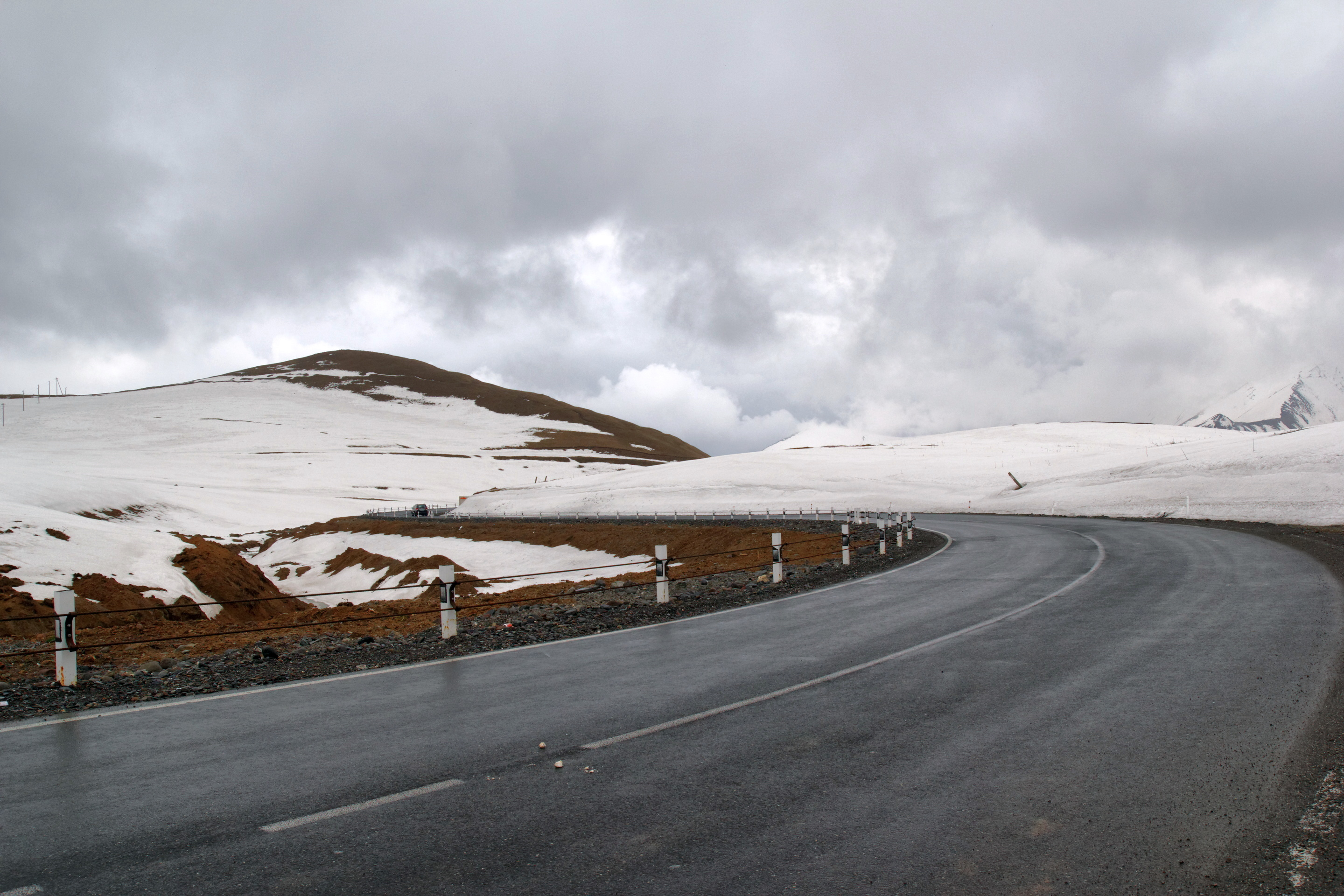
Straßenverlauf südlich des Kreuzpasses (2014)
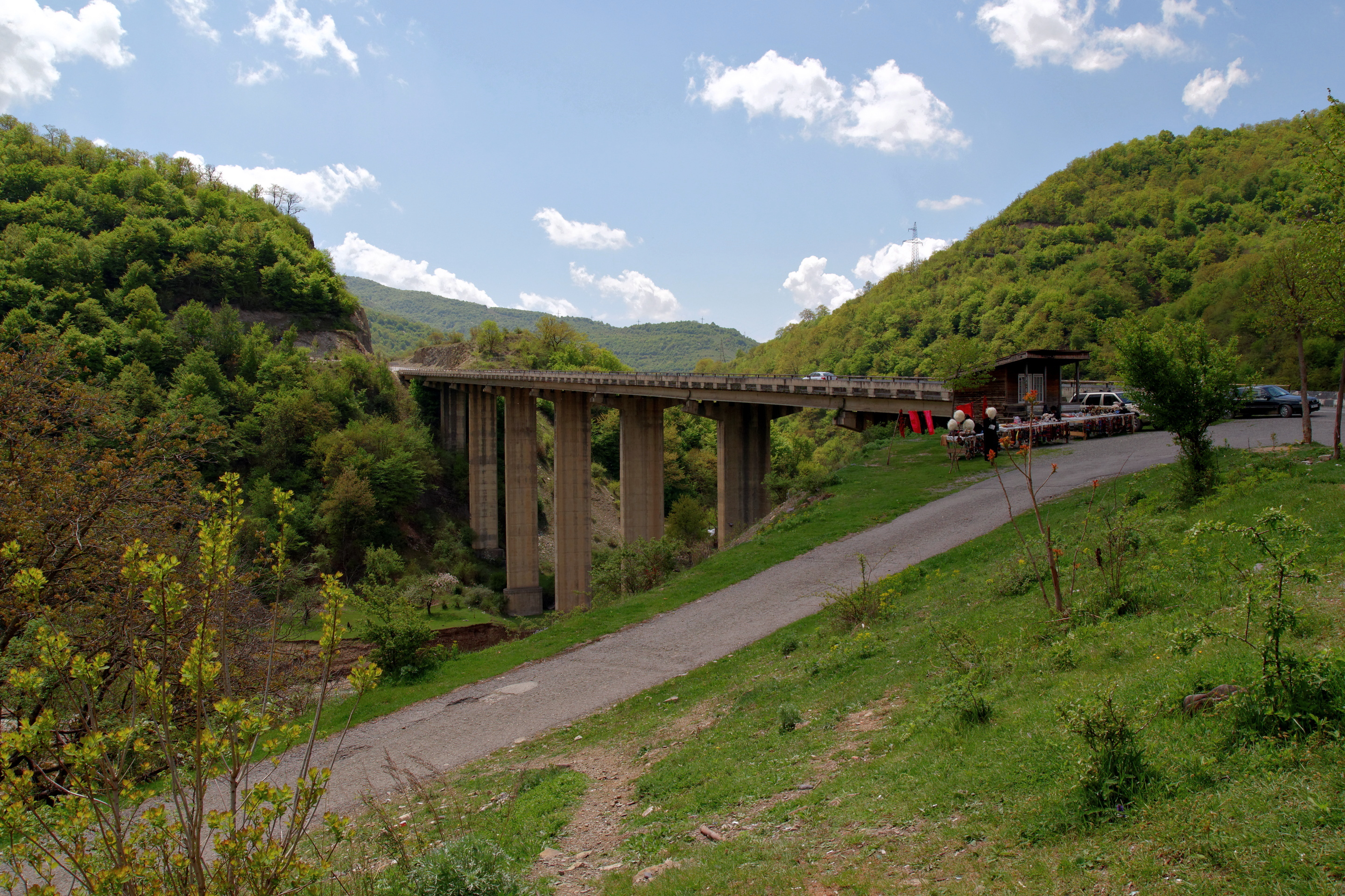
Straßenbrücke bei Ananuri (2014)